# لئونید ناسیریف
لئونید ویکتوریوویچ ناسیریف (روسی: Леони́д Ви́кторович Но́сырев؛ ۲۲ ژانویهٔ ۱۹۳۷) یک اَنیماتور، کارگردان انیمیشن، هنرمند و فیلم‌نامه‌نویس اهل اتحاد جماهیر شوروی سوسیالیستی بود.
از فیلم‌ها یا مجموعه‌های تلویزیونی که وی در آن‌ها نقش داشته‌است می‌توان به بانی‌فیکس به تعطیلات می‌رود اشاره نمود.